# Hypnum trismegistu
Hypnum trismegistum là một loài Rêu trong họ Sematophyllaceae. Loài này được Mont. mô tả khoa học đầu tiên năm 1894.